# Alprechte

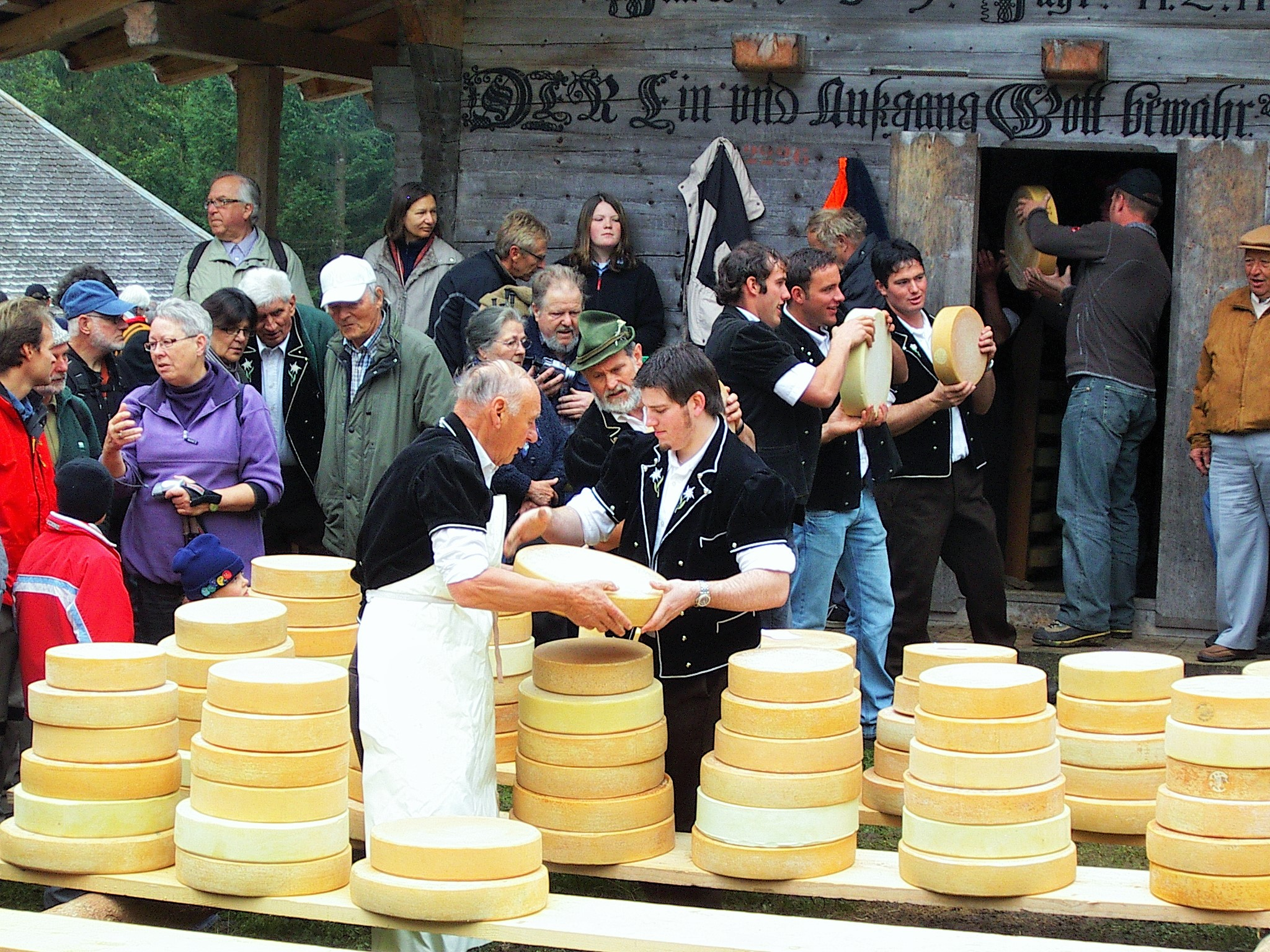
Beim Käseteilet im Justistal werden am Ende des Alpsommers die Käse den einzelnen Eigentümern der Kühe zugeteilt.

Der Begriff Alprechte (auch Almrechte, Bergrechte, Seyrechte) bezeichnet Rechte und Einrichtungen der Alpwirtschaft und bedeutet:
- das Nutzungs- oder Eigentumsrecht an einer Alp zur Viehsömmerung, siehe Kuhrecht
- eine schriftlich festgelegte, verbindliche Ordnung (Reglement) zur Alpnutzung
- ein Ertrags- oder Schätzmass, siehe Kuhrecht.

In der Schweiz gibt es Alprechte in den Alpen, Voralpen und im Jura.